# Texelfår
Texelfår stammer fra vadehavsøen Texel, der hører til de Vestfrisiske Øer i Nederlandene, hvor de indfødte får hed Pielsteert pindhale på grund af deres tynde korte hale).
For at øge tilvækst og størrelse blev der indkrydset engelske racer som Lincoln, Leicester, Oxford Down og Wensleydale i slutningen af det 19. århundrede. Streng udvælgelse resulterede i et stort, frodigt og kødfuldt får. Lammenes størrelse gav dog vanskelige læmnninger.
Omkring 1933 blev texelfår indført i Frankrig og er etableret især i de nordlige provinser. I 1970 blev de indført i England af Animal Breeding Research Organisation, der købte fire væddere til forsøg. De viste, at texelfår udmærkede sig i uldkvalitet og især i magert kød.
I Danmark er texelavlere organiseret i Texelforeningen.